# All Bad
All Bad è un brano musicale del cantante canadese Justin Bieber, pubblicato come sesto singolo della Music Mondays e dalla raccolta Journals.

## Descrizione
Il brano è stato scritto da Justin Bieber, Ryan Toby e Harris Boyd.

## Classifiche
| Classifica (2013) | Posizione massima |
| ----------------- | ----------------- |
| Austria           | 45                |
| Belgio (Fiandre)  | 23                |
| Belgio (Vallonia) | 29                |
| Canada            | 26                |
| Danimarca         | 2                 |
| Francia           | 55                |
| Germania          | 61                |
| Irlanda           | 24                |
| Italia            | 31                |
| Paesi Bassi       | 14                |
| Regno Unito       | 34                |
| Spagna            | 22                |
| Stati Uniti       | 50                |